# Kevin Olusola
Kevin Olusola (Pasadena, California, Estados Unidos), 5 de octubre de 1988) es un cantautor, beatboxer, rapero, pianista, saxofonista y violonchelista. Conocido por ser miembro de la banda a capela Pentatonix con la que ha ganado tres premios Grammy en 2015, 2016 y 2017.Es hijo de Curline Paul, una enfermera de Granada y Oluwole Olusola un psiquiatra de Nigeria. Fue criado en un hogar cristiano asistiendo a la Iglesia Adventista del Séptimo Día.
Empezó a aprender a tocar el piano, violonchelo y saxofón a una temprana edad. Después de terminar el instituto en Phillips Academy Andover, Kevin entró en la Universidad de Yale. Mientras estaba en la universidad empezó a desarrollar sus habilidades en su "celloboxing" y en 2009 quedó segundo en el concurso internacional “Celebrate and Collaborate with Yo-Yo Ma”. En 2011 Scott Hoying encontró un vídeo suyo haciendo celloboxing, contactó con él y lo invitó a unirse a Pentatonix e ir a “Sing-Off”, concurso que le dio fama al grupo tras convertirse en campeones de la tercera edición.
El 10 de marzo de 2015 Kevin realizó su primer álbum en solitario, The Renegade EP. El álbum debutó como número 1 en la lista de música clásica de Billboard y se mantuvo semanas en el número 1 de música clásica en iTunes. Tiene un canal de YouTube donde realiza covers de canciones populares, ocasionalmente en compañía de sus amigos y compañeros de banda.
Es hijo de Curline Paul, una enfermera de Granada y Oluwole Olusola un psiquiatra de Nigeria. Fue criado en un hogar cristiano asistiendo a la Iglesia Adventista del Séptimo Día.